# The Sisterhood of the Traveling Pants 2
The Sisterhood of the Traveling Pants 2 (Nederlands: 4 vriendinnen 1 spijkerbroek) is het vervolg op de Amerikaanse speelfilm The Sisterhood of the Traveling Pants uit 2005. De originele cast bestaande uit America Ferrera, Amber Tamblyn, Alexis Bledel en Blake Lively keren terug in de film die werd geregisseerd door Sanaa Hamri. De film is gebaseerd op de vierde roman op the Sisterhood of the Traveling Pants-reeks, Forever in Blue: The Fourth Summer of the Sisterhood, maar bevat scènes en verhaallijnen van de  The Second Summer of the Sisterhood en de Girls in Pants: The Third Summer of the Sisterhood. In Verenigde Staten kwam de film op 6 augustus 2008 uit.

## Rolverdeling
| Acteur                 | Rol                       |
| ---------------------- | ------------------------- |
| America Ferrera        | Carmen Lowell             |
| Amber Tamblyn          | Tibby Rollins             |
| Alexis Bledel          | Lena Kaligaris            |
| Blake Lively           | Bridget Vreeland          |
| Lucy Hale              | Effie Kaligaris           |
| Ernie Lively           | Bridget's vader           |
| Rachel Ticotin         | Christina/Carmen's moeder |
| Victor Slezak          | Doctor                    |
| Tom Wisdom             | Ian                       |
| Leonardo Nam           | Brian McBrian             |
| Michael Rady           | Kostas Dounas             |
| Rachel Nichols         | Julia                     |
| Blythe Danner          | Greta                     |
| Jesse Williams         | Leo                       |
| Shohreh Aghdashloo     | Professor Nasrin Mehani   |
| Maria Konstadarou      | Yia Yia/ Lena's oma       |
| Jeoff Monzon           | Moises                    |
| Kyle MacLachlan        | Peter                     |
| Rebekah Aramini        | Lena's Mother             |
| Adrienne Bailon        | Girl renting DVD          |
| Lindsay Michelle Nader | bezoeker videotheek       |
| Kiely Williams         | Yaffa serverster          |

## Soundtrack
1. Rock & Roll - Eric Hutchinson
2. Together - Michelle Branch
3. Sunset Man - James Otto
4. Seventeen Forever - Metro Station
5. No One's Aware - Jack Savoretti
6. Warm Whispers - Missy Higgins
7. Friday Night - Craig David
8. Sister Rosetta - Noisettes
9. 5 times out of 100 - Hot Hot Heat
10. Girls Just Want To - Cyndi Lauper
11. You Are Mine - Mute Math
12. Strange & Beautiful - Aqualung